# 黎巴嫩共产主义行动组织
黎巴嫩共产主义行动组织（羅馬化：munaẓẓamah al-‘amal al-shuyū‘ī fī lubnān）是黎巴嫩的一个共产主义政党。该党成立于1970年，由黎巴嫩社会主义者组织和社会主义黎巴嫩合并而成。该党的意识形态是共产主义、马克思列宁主义。该党是黎巴嫩国内少数几个跨教派政党之一，其成员来自基督徒、穆斯林和德鲁兹人等不同出身背景。